# ハインツ＝クラウス・メツガー
ハインツ＝クラウス・メツガー（Heinz-Klaus Metzger、1932年2月6日 - 2009年10月25日ベルリン没）はドイツの音楽理論家・音楽批評家。1945年以降の新音楽Neue Musik の最重要の理論家として通っていた。 ライナー･リーンRainer Riehnと共に音楽誌のシリーズ「ムジーク-コンツェプテ Musik-Konzepte (2003年まで) の編集に携わる。コンスタンツ生まれ。 

## 生涯
アビトゥア（高校卒業＝大学入学資格）を規定年齢より早く獲得、フライブルク音楽大学でカール・ゼーマンCarl Seemannにピアノを学び、ディーター･シュネーベル Dieter Schnebelと出会う。引き続きパリでマックス・ドイチュMax Deutschに作曲を、メンデル･ホロヴィッツMendel Horowitzにヘブライ学を学ぶ。ヴィリ・バウマイスターWilli Baumeistersの絵画のクラスを臨時聴講し、ダルムシュタットでタットシェーンベルクの弟子で義兄弟となるルドルフ・コーリッシュRudolf Kolischに音楽解釈の理論と実践を　クラーニヒシュタイン夏季休暇講座すなわち後のダルムシュタット講座に通って、ヴァレーズ、クシェネク、アドルノ、シュトイアマン、ヴォルペ、ノーノ、シュトックハウゼン等との出会いがあり、この講座でセリー音楽の最の重要な理論家・論客として認められるに至った。1955年からは現代音楽の代表的著作シリーズ《ディ・ライエdie Reihe》出版に枢要の地位を占める。
上記の休暇講座では1950年から、ちょうど亡命から帰還したアドルノとの親交が始まり、54年にメツガーがパリで学ぶようになってから両者は往復書簡を交し合い、そこではアドルノが55年に著したエッセイ「新音楽が老いること」も俎上に載せられ、メツガーはこのエッセイを公然と厳しく批判したが、67年まで継続したこの往復書簡は公刊を予定したものであった。
60年代にメッツガーはジョン・ケージをヨーロッパに始めて解釈紹介して、作曲上の「アナーキー」の唱道者となった。
1957年から76年まで音楽批評家として活動し、その間65年から69年まではチューリヒの《ヴェルトヴォッヘ》紙の批評子を勤め、またクラカウとストックホルムで講師として教壇にも立った。
69年には作曲家・指揮者のライナー・リーンRainer Riehnと一緒に〈アンサンブル･ネガティーヴァ〉を設立、もっぱら急進的な新音楽の上演を引き受ける。87年にメツガーとリーンは、ガリー・ベルティーニの許でフランクフルト･オペラの文芸部長に赴任、そこでジョン･ケージの初のオペラを二つ、すなわち『ヨーロッパ人１』と『ヨーロッパ人２』を世に問い、同作の舞台制作を手がけることとなった。
1877年から2003年までメツガーとリーンはミュンヒェンの〈エディション・テクスト＋クリティーク〉の音楽学シリーズ《ムジーク-コンツェプテMusik-Konzepte 》を出版し、84年にドイツ批評家賞を授与される。彼ら二人のライフワークはさらに《クヴェアシュタント.ムジカーリッシェ・コンツェプテquerstand. musikalische konzepte》に継続していった。なお、アドルノの作曲を特集した〈エディション・テクスト＋クリティーク〉の最初の2巻の編纂も彼ら二人によるものであった。
メツガーはベルリン芸術大学とパレルモ大学から名誉教授称号を与えられている。
2009年にベルリンで死去。ベルリン-クロイツベルクのメニングダムのイェルサレム墓地に埋葬される。